# Oreocharis dentata
Oreocharis dentata là một loài thực vật có hoa trong họ Tai voi. Loài này được A.L. Weitzman & L.E. Skog mô tả khoa học đầu tiên năm 1997.